# Descubrimiento de Neptuno

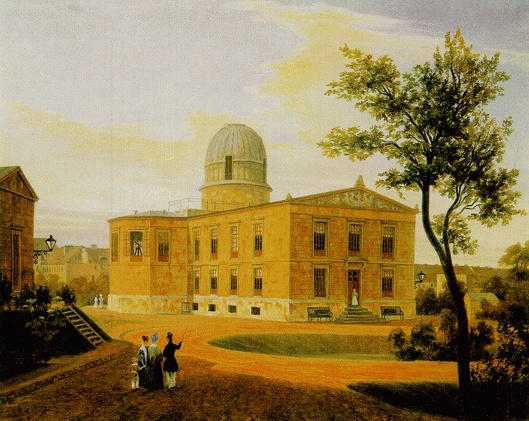
Nuevo Observatorio de Berlín, en la calle Linden, desde donde Neptuno fue descubierto mediante observaciones.

El planeta Neptuno se predijo matemáticamente antes de ser observado directamente. Fue predicho por Urbain Le Verrier, siendo completado por John Couch Adams utilizando cálculos el 18 de septiembre de 1845. Observaciones telescópicas confirmaron la existencia de un planeta de tamaño relevante la noche del 23 al 24 de septiembre de 1846, en el Observatorio de Berlín, por el astrónomo Johann Gottfried Galle (asistido por Heinrich Louis d'Arrest), trabajando a partir de los cálculos de Le Verrier's. Fue un momento sensacional para la ciencia del siglo XIX y dramática confirmación de la teoría gravitatoria newtoniana. En una acertada expresión de François Arago: Le Verrier's había descubierto un planeta "con la punta de su pluma".
En retrospectiva, después de ser descubierto resultó que había sido observado muchas veces antes, pero sin ser reconocido, mientras que hubo otros que hicieron varios cálculos sobre su ubicación que no condujeron a su observación. 
En 1847 el planeta Urano había realizado casi una órbita completa desde su descubrimiento por William Herschel en 1781, y los astrónomos habían detectado una serie de irregularidades en su órbita que no podían explicarse totalmente por ley de Newton de la gravitación. Estas irregularidades podrían, sin embargo, ser resueltas si la gravedad de un planeta desconocido más perturbara su trayectoria alrededor del Sol. En 1845 los astrónomos Urbain Le Verrier desde París y John Couch Adams desde Cambridge habían comenzado a hacer cálculos por separado para determinar la naturaleza y la posición del planeta. El éxito de Le Verrier también dio lugar a una controversia internacional tensa sobre la prioridad, porque poco después del descubrimiento George Airy, en aquel momento Astrónomo Real británico, anunció que Adams también había predicho el descubrimiento del planeta. Sin embargo, la Royal Society otorgó a Le Verrier la medalla Copley en 1846 por sus logros, sin mencionar a Adams.
El descubrimiento de Neptuno llevó al descubrimiento de su luna Tritón por parte de William Lassell solo diecisiete días después.

## Observaciones anteriores
Neptuno es invisible para el ojo desnudo, ya que es demasiado tenue. Su magnitud aparente nunca es más brillante que 7,7. Por lo tanto, las primeras observaciones de Neptuno sólo fueron posibles después de la invención del telescopio. Hay evidencias de que Neptuno fue visto y registrado por Galileo Galilei en 1613, Jérôme Lalande en 1795 y John Herschel en 1830, pero ninguno reconoció al planeta como tal en su momento. Estas observaciones de predescubrimiento resultaron importantes para determinar con precisión la órbita de Neptuno. Neptuno podría figurar de forma visible incluso en los primeros telescopios por lo que es probable que hubiera otros registros de observación predescubrimiento.
Los dibujos de Galileo muestran que observó Neptuno el 28 de diciembre de 1612, y de nuevo el 27 de enero de 1613; en ambas ocasiones, Galileo confundió Neptuno con una estrella fija cuando apareció muy cerca (en  conjunción) a Júpiter en el cielo nocturno. Históricamente se pensaba que él creía que era una estrella azul fija, y por eso no se le atribuye su descubrimiento. En el momento de su primera observación en diciembre de 1612, era fijo en el cielo, ya que acababa de hacer su parte retrógrada ese mismo día; porque solo estaba empezando su ciclo retrógrado anual, se pensaba que el movimiento de Neptuno estaba siendo demasiado lento, y su tamaño aparente demasiado pequeño, para aparecer claramente como un planeta en pequeños telescopios de Galileo. Sin embargo, en julio de 2009 el físico de Universidad de Melbourne David Jamieson anunció una nueva evidencia que sugiere que Galileo fue realmente consciente de que había descubierto algo inusual en esa estrella. Galileo, en uno de sus cuadernos, observó el movimiento de una estrella de fondo (Neptuno) el 28 de enero y un punto (en la posición de Neptuno), elaborado en una tinta diferente sugiere que lo encontró en un boceto anterior, elaborado en la noche del 6 de enero, lo que sugiere una búsqueda sistemática entre sus observaciones anteriores. Sin embargo, hasta ahora no hay pruebas claras de que identificara ese objeto que se movía como un planeta, ni de que publicara estas observaciones sobre el mismo. No hay evidencia de que tratara de volverlo a observar de nuevo.
En 1847, Sears C. Walker del Observatorio Naval de Estados Unidos buscó registros históricos y encuestas de posibles predescubrimientos y avistamientos del planeta Neptuno. Encontró que las observaciones hechas por Jérôme Lalande del Observatorio de París en 1795 iban en la dirección de la posición de Neptuno en el cielo. En las observaciones de catálogo para el 8 de mayo y de nuevo el 10 de mayo de 1795 se observó una  estrella  en la posición aproximada prevista para Neptuno. La incertidumbre de la posición se observó con dos puntos. Esta notación se utiliza también para indicar un error de observación por lo que no fue hasta que fueron revisados los registros originales del observatorio que se estableció con certeza que el objeto era Neptuno y el error de posición en las observaciones hechas dos noches aparte se debió al movimiento del planeta a través del cielo. El descubrimiento de estos registros de la posición de Neptuno en 1795 condujo a un mejor cálculo de la órbita del planeta.
John Herschel casi descubrió Neptuno de la misma manera que su padre, William Herschel, había descubierto Urano en 1781, por una observación casual. En una carta de 1846 a Wilhelm Struve, John Herschel afirma que observó Neptuno durante un barrido del cielo el 14 de julio de 1830. A pesar de que su telescopio era lo suficientemente potente como para encontrar Neptuno y demostrar que era un planeta, no lo reconoció en su momento y lo confundió con una estrella.

## Las irregularidades en la órbita de Urano
En 1781, Anders Johan Lexell fue el primero en calcular la órbita de Urano y en avisar de que tenía irregularidades. Sugirió que podría haber otros planetas en el Sistema Solar que  perturbaban la órbita de Urano, lo que ampliaría el Sistema Solar más allá de las 100 UA.
En 1821, Alexis Bouvard había publicado las tablas astronómicas de la órbita de Urano, haciendo predicciones de futuras posiciones sobre la base de las leyes del movimiento y gravitación de Newton. Observaciones posteriores revelaron importantes desviaciones respecto a las tablas, lo que lleva a la hipótesis de Bouvard sobre algún cuerpo perturbando a Urano. Estas irregularidades, tanto en longitud de la eclíptica del planeta como de su distancia al Sol, así como el radio vector, podrían explicarse por una serie de hipótesis: el efecto de la gravedad del Sol, a una distancia tan grande que podría diferir de la descripción de Newton; o las discrepancias podrían ser simplemente errores observacionales; o tal vez Urano estaba siendo perturbado, por un planeta aún no descubierto.

En la posición a, el planeta exterior perturba gravitacionalmente la órbita de Urano, tirando de él por delante de la ubicación prevista. Por otro lado en la posición b, la perturbación retarda el movimiento orbital de Urano.

Adams tuvo conocimiento de las irregularidades mientras aún era estudiante y se convenció de la hipótesis de la "perturbación". Adams creía, a causa de todo lo que se había intentado antes, que podía utilizar los datos observados en Urano, y utilizando nada más que la ley de la gravitación de Newton, deducir la masa, la posición y la órbita del cuerpo perturbador.
Después de sus exámenes finales en 1843, Adams fue elegido compatriota de su universidad y pasó las vacaciones de verano en Cornwall calculando la primera de las seis iteraciones.

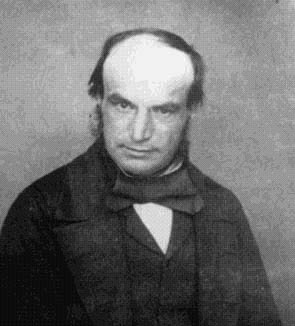
John Couch Adams

En términos modernos, el problema es un problema inverso, un intento de deducir los parámetros de un modelo matemático a partir de los datos observados. Aunque el problema es simple para la matemática moderna después de la llegada de los ordenadores electrónicos, en el momento se trataba un cálculo manual muy laborioso. Adams comenzó asumiendo una posición nominal para el cuerpo, utilizando la ley de Bode empírica. A continuación, calculó la trayectoria de Urano usando la posición asumida del cuerpo perturbador y la diferencia entre su ruta calculada y las observaciones. A continuación, ajustó las características del cuerpo perturbador de una manera sugerida por las irregularidades y repetía el proceso, un proceso similar al análisis de la regresión.
El 13 de febrero de 1844, James Challis, director del Observatorio de Cambridge, solicitó datos sobre la posición de Urano, de Adams, al Astrónomo Real George Biddell Airy en el Real Observatorio de Greenwich. Adams completó algunos cálculos en 18 de septiembre de 1845.
Supuestamente, Adams comunicó su trabajo a Challis a mediados de septiembre de 1845, pero existe cierta controversia en cuanto al cómo. La historia y la fecha de la comunicación solo parecen haber salido a la luz en una carta de Challis a la Revista Athenaeum, el 17 de octubre de 1846. Sin embargo, ningún documento se identificó hasta 1904 cuando Sampson sugirió una nota en los papeles de Adams que describía "Nuevo Planeta" y se aprobó, en la escritura no Adams, con la nota "Recibido en septiembre de 1845". Aunque esto a menudo se ha tomado para establecer la prioridad de Adams, algunos historiadores han cuestionado su autenticidad, sobre la base de que "el Nuevo Planeta" no era un término actual en 1845, y sobre la base de que la nota está fechada solo después del hecho por alguien que no era Adams. Además, los resultados de los cálculos son diferentes de los comunicados a Airy unas semanas más tarde. Adams no le dio a Challis cálculos detallados y Challis estaba impresionado por la descripción de su método de aproximación sucesiva a la posición del cuerpo, estando poco dispuestos a iniciar un programa de observación laboriosa en el observatorio, comentando "mientras que la mano de obra era cierta, el éxito parecía ser muy incierto."

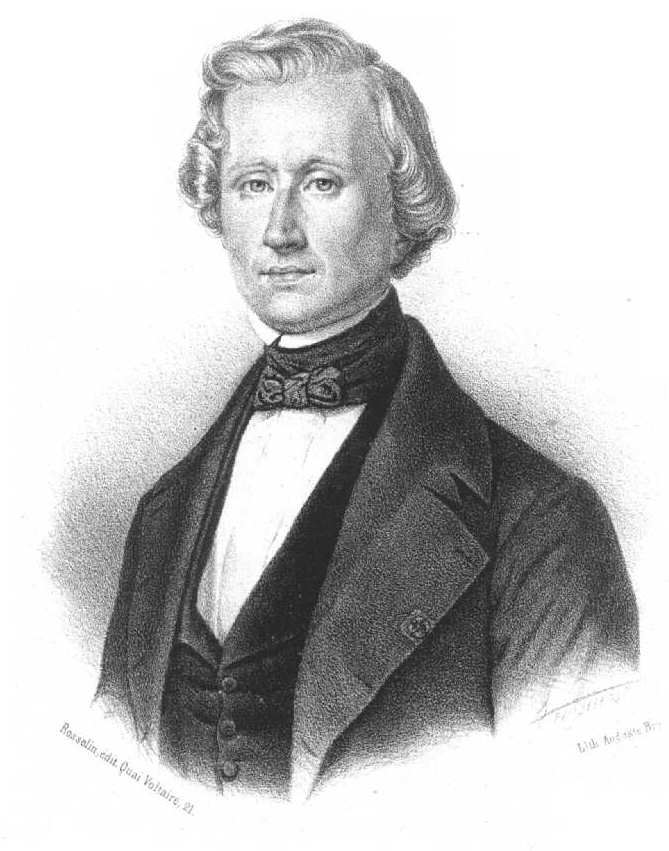
Urbain Jean-Joseph Le Verrier.

Mientras tanto, Urbain Le Verrier, el 10 de noviembre de 1845, presentó a la  Academia de ciencias  en París un libro de memorias en Urano, lo que demuestra que la teoría preexistente no pudo dar cuenta de su movimiento. Sin darse cuenta de la obra de Adams, intentó una investigación similar, y el 1 de junio de 1846, en un segundo libro de memorias presentado a una reunión pública de la Academia, dio la posición, pero no la masa ni la órbita, del cuerpo perturbador propuesto. Le Verrier localizó Neptuno a menos de un grado de su posición prevista.

## La búsqueda
Al recibir en Inglaterra la noticia de la predicción de Le Verrier de junio, George Airy reconoció de inmediato la similitud de  Le Verrier de y soluciones de Adams. Hasta ese momento, el trabajo de Adams había sido poco más que una curiosidad, pero la confirmación independiente de Le Verrier estimuló a Airy para organizar un intento secreto para encontrar el planeta. En una reunión en julio de 1846 de la Junta de Visitantes del Observatorio de Greenwich, con Challis y Sir John Herschel, Airy sugirió a Challis buscar con urgencia el planeta con el Telescopio ecuatorial de Cambridge de 11,25 pulgadas, "con la esperanza de rescatar el tema de un estado que es ... casi desesperado".  La búsqueda se inició de manera laboriosa el 29 de julio. Adams continuó trabajando en el problema, dotando al equipo británico con seis soluciones en 1845 y 1846 que enviaron a Challis a buscar en la parte equivocada del cielo. Solo después de que el descubrimiento de Neptuno se hubiera anunciado en París y Berlín llegó a ser evidente que Neptuno se había observado el 8 de agosto y el 12 de agosto, pero debido a que Challis carecía de un mapa estelar en ese momento no se reconoció como un planeta.

## Observación del descubrimiento: 24 de septiembre de 1846
Le Verrier no estaba al tanto de que su confirmación pública de los cálculos privados de Adams había puesto en marcha una búsqueda Británica para el supuesto planeta. El 31 de agosto,  Le Verrier presentó un tercer libro de memorias, dando la masa y órbita del nuevo cuerpo. Después de haber tenido éxito en sus esfuerzos por conseguir el interés de cualquier astrónomo francés en el problema, Le Verrier finalmente envió sus resultados por correo a Johann Gottfried Galle en el Observatorio de Berlín. Galle recibió la carta de  de Le Verrier el 23 de septiembre y se puso de inmediato a trabajar observando en la región sugerida por  Le Verrier. El estudiante de Galle, Heinrich Louis d'Arrest, sugirió que una carta recientemente elaborada del cielo, en la región en la que de Le Verrier había previsto, podría compararse con el cielo actual para buscar el característico desplazamiento de un planeta, en contraposición a una estrella estacionaria.
Neptuno es descubierto después de media noche, después de menos de una hora de búsqueda y menos de 1 grado de la posición que  Le Verrier había predicho, un hecho remarcable. Después de dos noches de observación en las que se verificaron su posición y movimiento, Galle respondió a  Le Verrier con asombro: "el planeta cuyo lugar habías [computarizado] realmente existe" (énfasis en el original). El telescopio del descubrimiento fue un refractor acromático ecuatorial montado por Joseph Fraunhofer firme Merz und Mahler.

## Repercusiones
En el anuncio del descubrimiento, Herschel, Challis y Richard Sheepshanks, secretario de Relaciones Exteriores de la Royal Astronomical Society, anunciaron que Adams ya había calculado características y posición del planeta. Airy, al fin, publicó un relato de las circunstancias, y las memorias de Adams se imprimieron como un apéndice del Almanaque Náutico. Sin embargo, parece que la versión publicada por Airy había sido editada por la omisión de una "frase crucial" para disfrazar el hecho de que Adams había citado solo la longitud media y no a los elementos orbitales.
Una controversia aguda surgió en Francia e Inglaterra en cuanto a los méritos de los dos astrónomos. Hubo muchas críticas de Airy en Inglaterra. Adams era un joven tímido que era, naturalmente reacio a publicar un resultado que pudiera asentar o arruinar su carrera. Airy y Challis fueron criticados, especialmente por James Glaisher. Challis estaba arrepentido pero Airy defendió su propio comportamiento, alegando que la búsqueda de un planeta no era el papel del Observatorio de Greenwich. En general, Airy fue defendido por sus biógrafos. En Francia las afirmaciones hechas por un inglés desconocido se resintieron de forma que menoscababan el crédito debido al logro de  Le Verrier.
La Royal Society otorgó a  Le Verrier la  medalla Copley en 1846 por sus logros, sin mención de Adams, pero la reputación académica de Adams en Cambridge estaba asegurada. Como los hechos fueron conocidos, algunos astrónomos británicos empujaron la opinión de que los dos astrónomos habían resuelto de manera independiente el problema de Neptuno, y atribuyeron la misma importancia a cada uno. Pero el propio Adams reconoció públicamente la prioridad y el crédito de Le Verrier (sin olvidar mencionar el papel de Galle) en el documento, que ha dado a la Royal Astronomical Society en noviembre de 1846:

Menciono estas fechas sólo para demostrar que llegué a mis resultados de forma independiente, y con anterioridad a la publicación de M. Le Verrier, y no con la intención de interferir en su justo reconocimiento del descubrimiento; porque no hay duda de que sus investigaciones fueron publicadas primero en el mundo, y llevaron al descubrimiento real del planeta por el Dr. Galle, por lo que los hechos mencionados anteriormente no pueden restar, en lo más mínimo, el crédito debido a M. Le Verrier.

Poco después se criticó que tanto Adams y Le Verrier habían sido demasiado optimistas en la precisión según ellos de sus cálculos, y ambos habían, mediante el uso de la ley de Bode, sobrestimado en gran medida la distancia del planeta desde el Sol. Además, se sugirió que ambos lograron hallar la longitud casi exacta solo por un "golpe de suerte del momento orbital". Esta crítica fue discutida en detalle por Danjon (1946) que ilustró con un diagrama y la discusión que mientras las órbitas hipotéticas calculadas tanto por LeVerrier como por Adams para el nuevo planeta eran de un tamaño de efecto muy diferente en el conjunto de la verdadera órbita de Neptuno (y, de hecho similares entre sí), ambas eran mucho más cercanas a la real de Neptuno a través de ese segmento crucial de la órbita que cubre el intervalo de años para los que se hicieron las observaciones y los cálculos, de lo que eran para el resto de las órbitas calculadas. Así que el hecho de que tanto las calculadoras utilizan un eje mayor orbital mucho más grande que la realidad ha demostrado ser no tan importante, y el parámetro no más relevante.
El nuevo planeta, en un principio llamado "Le Verrier" por François Arago, acabó recibiendo por consenso el nombre neutro de Neptuno. Su predicción matemática era una gran hazaña intelectual, pero también demostró que la ley de Newton de la gravitación, que Airy casi había puesto en duda, se imponía incluso en los límites del Sistema Solar.
Adams no tenía ningún resentimiento hacia Challis o Airy y reconoció su propio fracaso para convencer al mundo astronómico:

No podía esperar sin embargo a que los astrónomos prácticos, que estaban ya totalmente ocupados con trabajos importantes, sintieran tanta confianza en los resultados de mis investigaciones, como yo mismo hice.

Por el contrario, Le Verrier era arrogante y asertivo, lo que permitió el establecimiento de científicos británicos a "cerrar filas" en torno a Adams mientras que los franceses, en general, encontraban poca simpatía con Le Verrier. En 1874 y 1876, Adams fue presidente de la Real Sociedad Astronómica cuando lo dejó para presentar la medalla de oro del año para Le Verrier.

## Análisis posteriores

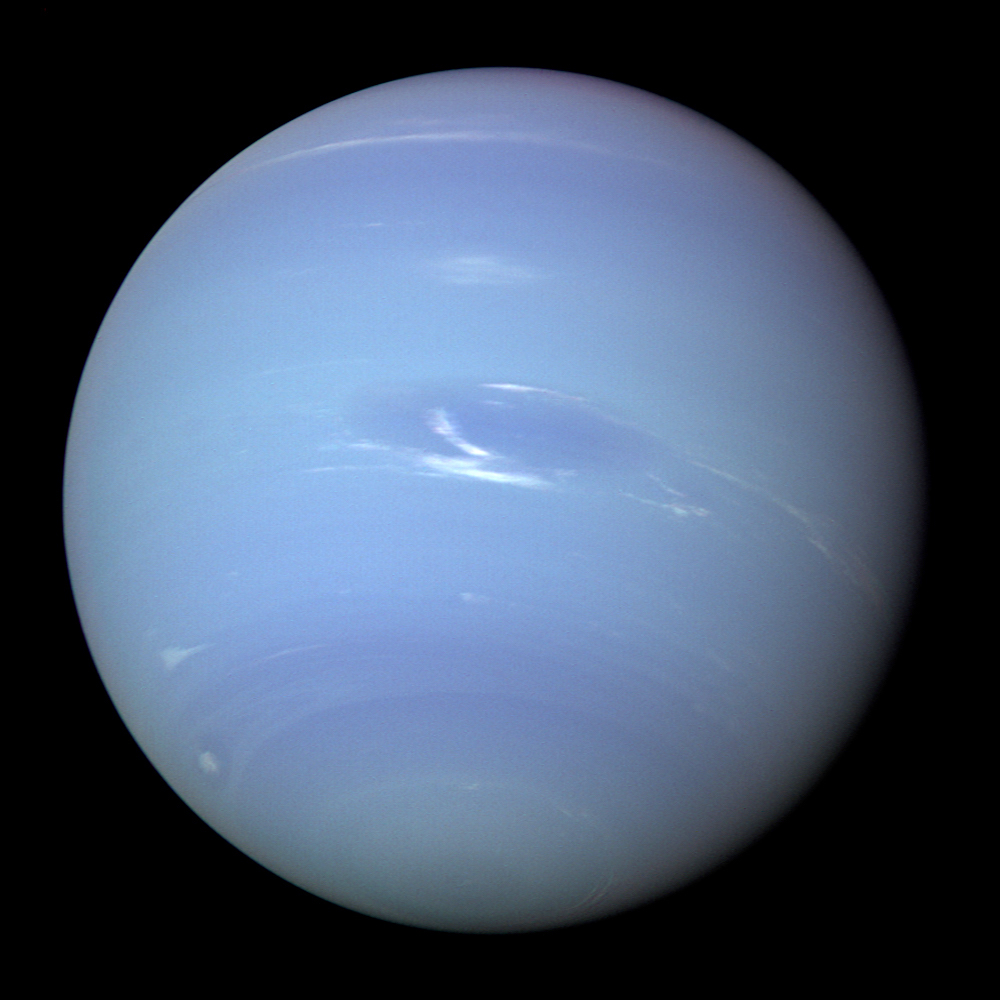
Neptuno en 1989 por la sonda Voyager 2.

El juicio convencional de que el descubrimiento de Neptuno debe ser "acreditado a tanto Adams como a Le Verrier" ha sido recientemente cuestionado poniendo en duda los reportes de Airy, Challis y Adams en 1846.
En 1999, la correspondencia de Adams con Airy, que se había perdido por el Observatorio Real de Greenwich, fue redescubierta en Chile entre las posesiones de astrónomo Olin J. Eggen después de su muerte. En una entrevista en 2003, el historiador Nicholas Kollerstrom concluyó que la alegación de Adams a Neptuno era mucho menos convincente de lo que se había sugerido, como lo había vacilado en varias ocasiones sobre la ubicación exacta del planeta, con estimaciones que oscilan a través de 20 grados de arco. El papel de Airy como el superior ignorando deliberadamente el intelecto joven advenedizo era, según Kollerstrom, en gran parte construido tras encontrar el planeta, con el fin de impulsar a Adams, y por lo tanto a Gran Bretaña, en el mérito del descubrimiento. Un artículo posterior de Scientific American por Sheehan, Kollerstrom y Waff cobró más audacia: "Los británicos robaron Neptuno" y concluyó que "El logro fue únicamente de Le Verrier."

## Telescopio que descubrió Neptuno
El telescopio del Nuevo Observatorio de Berlín (1835–1913), que descubrió Neptuno, fue un refractor acromático de 9 pulgadas (francesas, 9,6 pulgadas inglesas, o 24,4 cm) de apertura hecho por la firma de Joseph Fraunhofer, Merz und Mahler. Era un telescopio de alto rendimiento para su época, con uno de los mayores dobletes acromáticos disponibles y una montura ecuatorial finamente hecho, con una unidad de reloj para mover el tubo principal 4 m (13,4') en el tiempo con la rotación de la Tierra. Finalmente, el telescopio fue trasladado a Deutsches Museum de München, Alemania, donde todavía se puede ver en el siglo XXI como exposición.

## Lecturas externas
- Hubbell, J. G. & Smith, R. W. – Neptune in America –Negotiating a Discovery – History of Astronomy Journal V.23, NO. 4/NOV, P.261, 1992 (Bibliographic Code: 1992JHA....23..261H)
- Lecture notes with orbital positions at the time of discovery.